# Campo di Giove
Campo di Giove ist eine italienische Gemeinde (comune) mit 747 Einwohnern (Stand 31. Dezember 2023) in der Provinz L’Aquila in den Abruzzen. 

## Geographie
Die Gemeinde liegt im abruzzischen Apennin auf 1064 m s.l.m. etwa 66 Kilometer südöstlich von L’Aquila im Nationalpark Majella. Sie ist Teil der Berggemeinschaft „Peligna“. Das Gemeindegebiet grenzt unmittelbar an die Provinz Chieti.

## Verkehr
In der Gemeinde gibt es zwei Bahnhöfe (Campo di Giove und Campo di Giove Majella) an der Bahnstrecke Sulmona-Isernia.